# Mamants'O Community
Mamants'O Community är en gemenskap i Lesotho.   Den ligger i distriktet Mafeteng District, i den västra delen av landet, 40 km söder om huvudstaden Maseru.